# Gerhard Gottlieb Günther Göcking

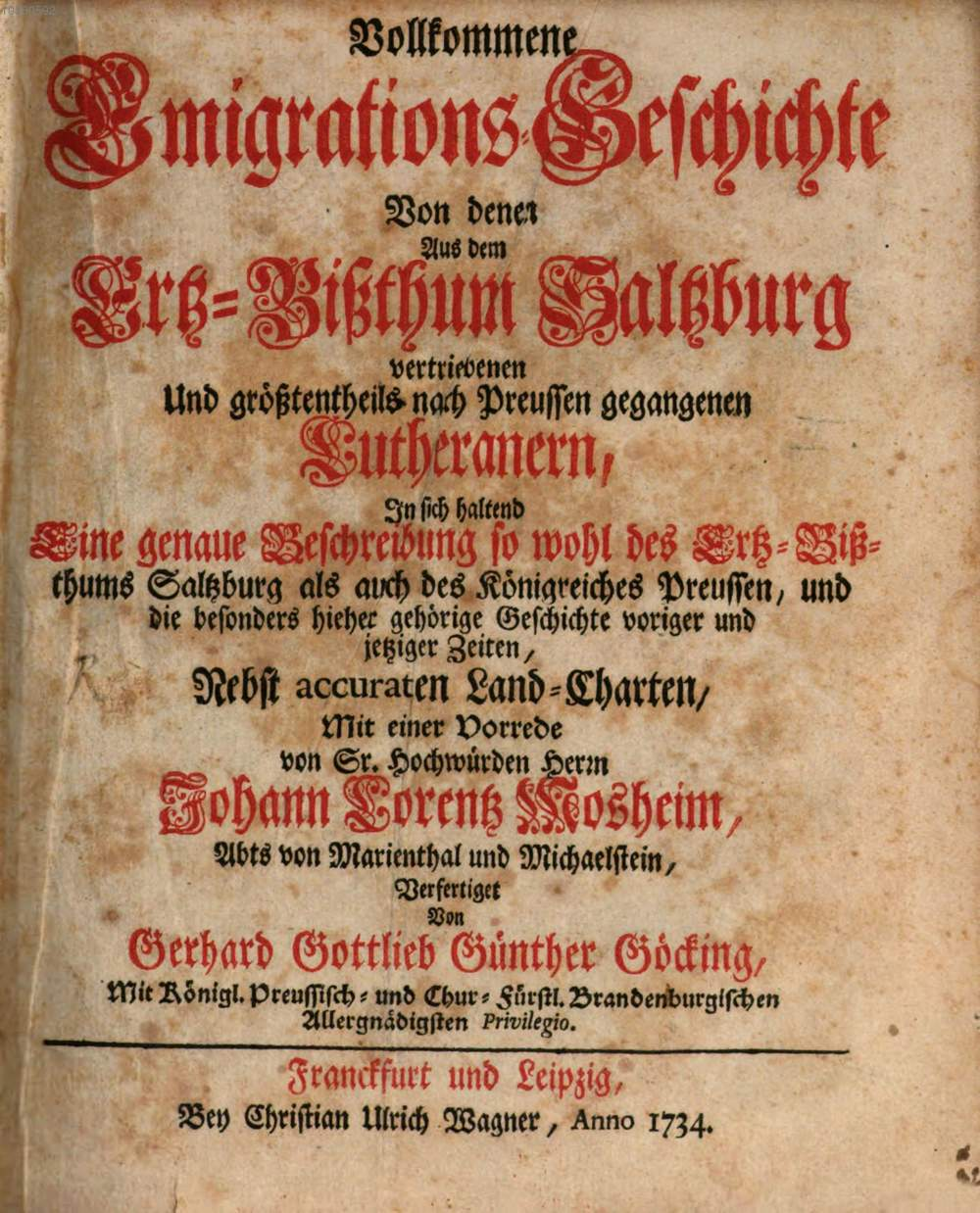
Titelblatt des ersten Bandes von Göckings Emigrationsgeschichte, der 1734 veröffentlicht wurde

Gerhard Gottlieb Günther Göcking (* 1705 in Dahlum; † 3. Oktober 1755 in Kroppenstedt) war ein deutscher lutherischer Pfarrer und Autor.

## Leben
Göcking besuchte das Lyzeum in Schöningen, die Domschule in Halberstadt und das Gymnasium in Quedlinburg. Am 12. Februar 1728 immatrikulierte er sich an der Universität Helmstedt und am 22. April 1730 an der Universität Halle für das Studium der Theologie.
Am 15. November 1733 wurde Göcking ordiniert und erhielt noch im gleichen Jahr eine Stelle als Pfarrer in Warnstedt. Im Jahr 1742 wurde er nach Kroppenstedt versetzt, wo er bis zu seinem Lebensende als Pfarrer wirkte.

## Werk
Im Jahr 1732 hielt sich Göcking im Haus des preußischen Geheimen Finanz-, Kriegs- und Domänen-Rates Christian von Herold in Berlin auf und begann Material für eine Chronik der Emigration der 1731/32 vom Salzburger Erzbischof Leopold Anton von Firmian vertriebenen Protestanten zu sammeln. Bereits der erste Band seiner zwei Jahre später erschienenen Emigrationsgeschichte lässt erkennen, dass Göcking noch über zahlreiche andere Quellen verfügte. So hatte er gute Kontakte zu Gotthilf August Francke in Halle, den er aus seiner Studienzeit kannte. Dokumente, die Johann Friedrich Breuer, der Pfarrer der Salzburger Kolonie in Ostpreußen, an Gotthilf August Francke mit der ausdrücklichen Bitte übersandte, diese nicht in Druck zu geben, finden sich in Göckings Chronik wieder. Darüber hinaus gewann Göcking den Senior und Pfarrer an der St.-Anna-Kirche in Augsburg, Samuel Urlsperger, als Unterstützer seiner Veröffentlichung.
Göckings zweibändige Emigrationsgeschichte entwickelte sich zur populärsten zeitgenössischen Chronik der Salzburger Emigration aus protestantischer Sicht.

## Veröffentlichungen
- Gerhard Gottlieb Günther Göcking: Vollkommene Emigrations-Geschichte von denen aus dem Ertz-Bißthum Saltzburg vertriebenen und größtentheils nach Preussen gegangenen Lutheranern, in sich haltend eine genaue Beschreibung so wohl des Ertz-Bißthums Saltzburg als auch des Königreiches Preussen und die besonders hieher gehörige Geschichte voriger und jetziger Zeiten. Nebst accuraten Land-Charten. Mit einer Vorrede von Sr. Hochwürden Herrn Johann Lorentz Mosheim, Abts von Marienthal und Michaelstein. Mit Königl. Preussisch- und Chur-Fürstl. Brandenburgischen allergnädigesten Privilegio. [1. Teil]. Verlag Christian Ulrich Wagner, Frankfurt / Leipzig 1734. Digitalisat
- Gerhard Gottlieb Günther Göcking: Der vollkommenen Emigrations-Geschichte Von denen aus dem Ertz-Bißthum Saltzburg vertriebenen und in dem Königreich Preussen grössesten Theils aufgenommenen Lutheranern. Zweyter Theil, in sich haltend eine genaue Beschreibung des Königreichs Preussen und die besonders hierher gehörige Geschichte voriger und jetziger Zeiten. Nebst einer accuraten Land-Charte. Mit Königl. Preussisch- und Chur-Fürstl. Brandenb. allergnädigesten Privilegio. Verlag Christian Ulrich Wagner, Frankfurt / Leipzig 1737. Digitalisat